# Fredrika Wilhelmina Carstens
Fredrika Wilhelmina Carstens, född 5 juni 1808 i Nådendal, död 13 april 1888 i Helsingfors, var en finlandssvensk författare. Hon anses vara en av de mest betydelsefulla personen i den finländska kvinnolitteraturen. Hon skrev brevromanen Murgrönan (1840), som brukar betraktas som den första finländska romanen.

## Biografi

### Liv och karriär
Fredrika Wilhelmina Stichaeus föddes 5 juni 1808 i Nådendal. Hennes föräldrar var refendariesekretetaren, sedermera landshövdingen i provinsen Tavastland, Johan Fredrik Stichaeus och Fredrika Eleonora Ekholm. När hon föddes var Finland en del av Sverige, som var i krig med Ryssland (1809, vid slutet av kriget, förlorade Sverige Finland till Ryssland).
Hon gifte sig 1829 med underlöjtnanten Carl Adolf Otto Carstens och födde sju barn mellan åren 1830 och 1842, då maken avled. Efter makens död 1842 hamnade Carstens och hennes barn i en svår ekonomisk situation då dödsboet gick i konkurs. Genom rättegången fick Carstens två hus som i Borgå som tillhörde hennes far.
1840 publicerade Carstens anonymt romanen Murgrönan på svenska. Den anses vara den första romanen som publicerades i Finland. Romanen kritiserades hårt, särskilt för sitt "kvinnliga" spretiga språk, och Carstens publicerade inte något, förutom några dikter därefter. All eventuell vinst gick till ett fattighus som höll på att byggas i Borgå. Carstens fortsatte att skriva för Morgonbladet.

### Död
Fredrika Wilhelmina Carstens dog 13 april 1888 i Helsingfors.

## Murgrönan
Huvudpersonerna i romanen är två unga flickor, varav en är besviken på kärleken och dör tidigt.
Murgrönan var bortglömd länge fram till slutet av 1900-talet, då feministisk litteraturforskning återigen behandlade Murgrönan vid sidan av andra romaner skrivna av tidiga kvinnor. Murgrönan gavs ut på finska i maj 2007 under namnet Muratti.